# Amstel Gold Race 1988
La 23ª edición de la Amstel Gold Race se disputó el 23 de abril de 1988 en la provincia de Limburg (Países Bajos). La carrera constó de una longitud total de 242 km, entre Heerlen y Meerssen.
El vencedor fue el holandés Jelle Nijdam (Superconflex) fue el vencedor de esta edición al imponerse en solitario en la meta de Meerssen. El también holandés Steven Rooks (PDM) y el belga Claude Criquielion (Hitachi) fueron segundo y tercero respectivamente. 

## Clasificación final
| Pos. | Ciclista           | Equipo             | Tiempo     |
| ---- | ------------------ | ------------------ | ---------- |
| 1    | Jelle Nijdam       | Superconflex       | 6h 28' 42" |
| 2    | Steven Rooks       | PDM                | + 17"      |
| 3    | Claude Criquielion | Hitachi            | m. t.      |
| 4    | Éric Boyer         | Système U          | m. t.      |
| 5    | Marc Sergeant      | Hitachi            | + 26"      |
| 6    | Steve Bauer        | Weinmann-La Suisse | + 42"      |
| 7    | Dag Otto Lauritzen | Del Tongo          | m. t.      |
| 8    | Bruno Cornillet    | Z-Peugeot          | m. t.      |
| 9    | Martial Gayant     | Toshiba            | m. t.      |
| 10   | Rolf Gölz          | Superconflex       | + 1' 01"   |